# Stade d'El Ouardia
Le stade d'El Ouardia (arabe : ملعب الوردية) est un stade tunisien situé dans le quartier d'El Ouardia à Tunis.
Créé en 1970, il abrite le siège du Club sportif d'El Ouardia.